# 杜陵郡
杜陵郡，中国南北朝时设置的郡。
南朝梁置杜陵郡，属高州。治所在杜陵县（今广东阳江市西）。辖境相当今广东省阳江市一带。南朝陈沿置。隋文帝开皇九年（589年）隋灭陈，废杜陵郡，地入高州。开皇十八年（598年）改杜陵县为杜原县。